# Edgar Kennedy
Edgar Livingston Kennedy (26 april 1890 – 9 november 1948) was een Amerikaanse komische acteur die in minstens 500 films verscheen tijdens de stomme film- en geluidstijdperken. Het bekendst is hij geworden door zijn optredens in films van het komische duo Laurel & Hardy en de Marx Brothers. Professioneel stond hij bekend als Slow Burn vanwege zijn vermogen om personages te portretteren wier woede langzaam toenam in frustrerende situaties. 
In veel van zijn rollen gebruikte hij geïrriteerde gezichtsuitdrukkingen en trad hij heel opzettelijk op om zijn toenemende woede of "brandwond" over te brengen, waarbij hij vaak zijn hand over zijn kale hoofd en over zijn gezicht wreef in een poging zijn humeur onder controle te houden. Een gedenkwaardig voorbeeld van zijn komische techniek is te zien in de film Duck Soup van Marx Brothers uit 1933, waarin hij een limonadeverkoper op het trottoir speelt die wordt lastiggevallen en steeds meer wordt geprovoceerd door Harpo en Chico. 

## Biografie
Kennedy werd op 26 april 1890 geboren in Monterey County (Californië) als zoon van Het Canadese echtpaar Neil Kennedy en Annie Quinn. Hij ging naar de San Rafael High School en begon daarna een korte carrière als bokser. Hierna werkte hij als zanger in vaudeville, muzikale komedie en lichte opera.

## Filmcarrière
Na zijn filmdebuut in 1911 in de film Brown of Harvard  werkte hij samen met de grootste komieken van Hollywood, waaronder Roscoe Arbuckle, Charlie Chaplin, Laurel en Hardy, de Marx Brothers, WC Fields, Charley Chase en Our Gang. Hij was ook een van de oorspronkelijke Keystone Cops.
Kennedy's stevige gestalte was geschikt voor gemene of bedreigende rollen in stille films. In de jaren twintig werkte hij voor producer Hal Roach, die hem bijrollen gaf in korte komedies. Hij speelde in een korte film, A Pair of Tights (1928), waarin hij een vrek speelt die vastbesloten is zo weinig mogelijk uit te geven aan een date. Zijn capriolen met komiek Stuart Erwin doen denken aan Roach's Laurel en Hardy-komedies, die gelijktijdig werden geproduceerd. Kennedy regisseerde ook een zestal Roach-komedies.

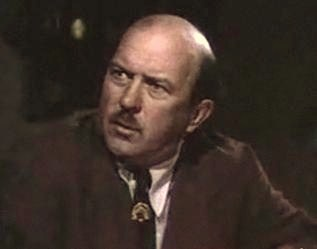
Kennedy in Een ster is geboren, (1937)

In 1930 speelde Kennedy in een paar komedies voor RKO-Pathe. Zijn karakterisering van een opvliegend huisbewoner was zo effectief dat RKO een serie om hem heen bouwde. In de 'Average Man'-komedies speelde Kennedy de hoofdrol als een onstuimige, koppige man die vastbesloten was een huishoudelijk project te volbrengen of op professioneel vlak vooruit te komen, ondanks de bemoeienis van zijn bzige vrouw (meestal Florence Lake) en haar losbandige broer (oorspronkelijk William Eugene, daarna Jack Rice). en zijn dubieuze schoonmoeder (Dot Farley). Kennedy was een pionier op het gebied van de huishoudelijke komedie dat later in de jaren '70 en '80 groot werd in televisie sitcoms. Elke aflevering eindigde met Kennedy die zich schaamde, vernederd of verslagen was, naar de camera keek en zijn gepatenteerde langzame verbranding deed. De Edgar Kennedy Series, met als themalied "Chopsticks", werd een standaardonderdeel van de bioscoopervaring. Hij maakte 17 jaar lang zes korte films van "Average Man" per jaar. 

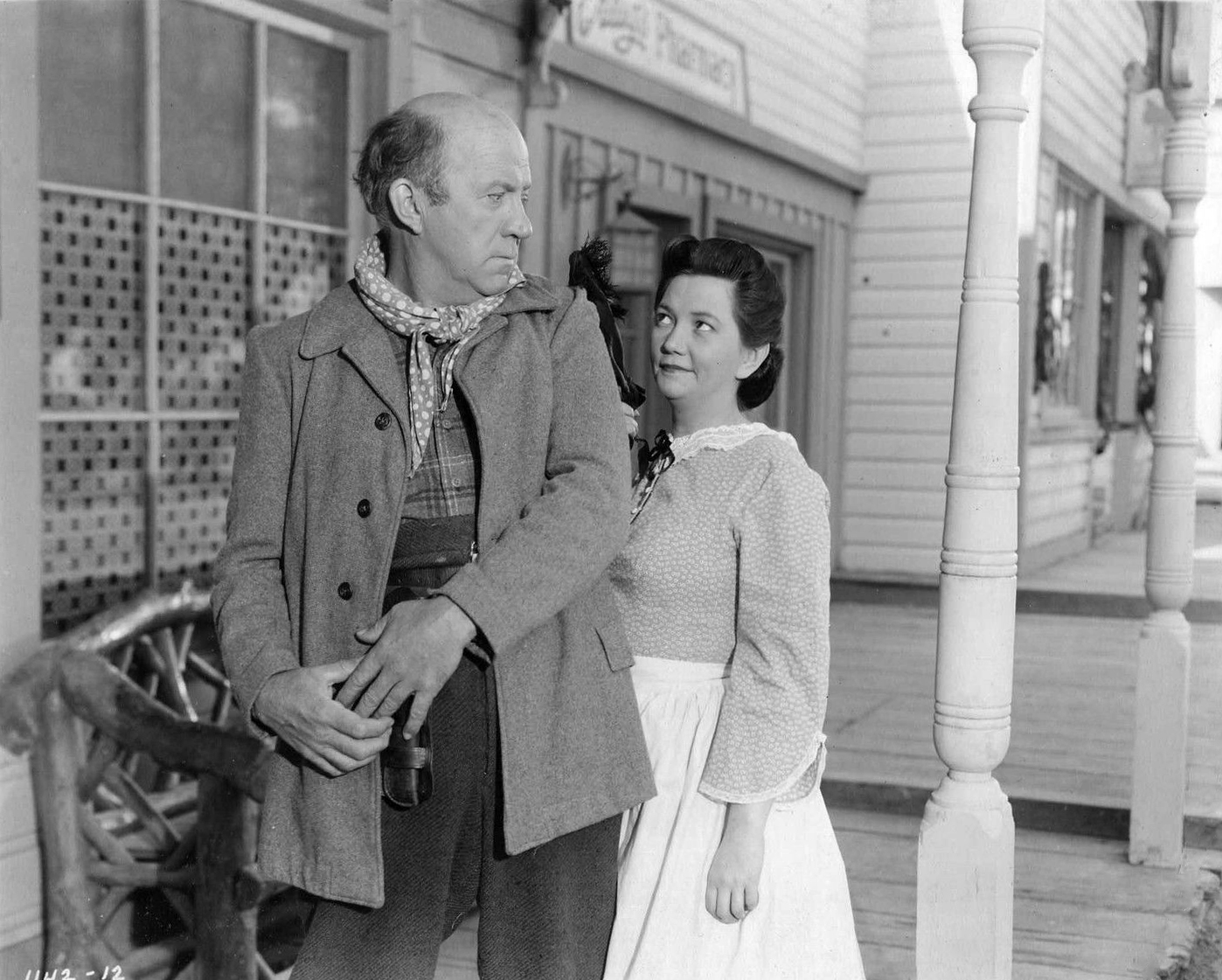
Kennedy en Patsy Kelly in In Old California, (1942)

Kennedy raakte zo vereenzelvigd met frustratie dat vrijwel elke studio hem inhuurde om heethoofden te spelen. Hij speelde vaak domme agenten, rechercheurs en gevangenisbewakers; soms was hij een humeurige, bewegende man, een vrachtwagenchauffeur of een arbeider. Zijn karakter verloor gewoonlijk minstens één keer zijn geduld. In de film Diplomaniacs zit hij een internationaal tribunaal voor waar Wheeler & Woolsey iets willen doen aan de wereldvrede. "Nou, je kunt er niets aan doen", roept Kennedy, "Dit is een vredesoverleg!" Kennedy speelde zelfs in een instructiefilm met de titel The Other Fellow, waarin hij een luidruchtige roadhog speelt die zijn woede uit op andere chauffeurs (elk ook gespeeld door Kennedy), zonder te beseffen dat het voor hen 'de andere kerel' is.
Misschien wel zijn meest ongewone rollen waren die van poppenspeler in het detectivemysterie The Falcon Strikes Back, en als filosofische barman die werd geïnspireerd om exotische cocktails te maken in de laatste film van Harold Lloyd, The Sin of Harold Diddlebock (1947). Hij speelde ook komische detectives tegenover twee acteergiganten: John Barrymore, in Twentieth Century (1934); en Rex Harrison, in Unfaithfully Yours (1948). In het laatste geval zegt hij tegen Harrisons personage, een symfoniedirigent: "Niemand behandelt Händel zoals jij Händel behandelt."

## Overlijden
Kennedy stierf  op 9 november 1948 in het Motion Picture Hospital, San Fernando Valley aan slokdarmkanker Tom Kennedy (geen familie) en Charles Coburn spraken tijdens de uitvaartdienst in de St. Gregory's Church, met onder de rouwenden Chester Conklin, Jimmy Finlayson, Del Lord en Billy Gilbert. Kennedy werd begraven op de Holy Cross Cemetery, Culver City, Los Angeles County, Californië.